# Mohamed Raouf Najar
Mohamed Raouf Najar, né en 1947 à Gabès, est un footballeur, avocat et homme politique tunisien.

## Biographie

### Footballeur
Il naît d'un père footballeur originaire de Gabès, Mohamed Sahbi Najar. En 1952, la famille déménage à Sfax car son père est recruté par le Club tunisien (actuel Club sportif sfaxien). Jeune, il commence à jouer au handball, à l'instar de son frère aîné Ridha, puis se tourne vers le football et joue au Club tunisien, dont il devient un titulaire incontesté. Mesurant 1,89 mètre, il joue au poste de libéro puis est sélectionné dans l'équipe nationale espoirs.
Lors de la finale de la coupe de Tunisie 1971, remportée sur un score de 1-0 face à l'Espérance sportive de Tunis (EST), Raouf Najar sort blessé avec un bandeau blanc sur la tête tandis que l'EST est dissoute par le président Habib Bourguiba pour jet de pierres sur la tribune du Premier ministre Hédi Nouira.
Avec ce match, il termine sa carrière avec le palmarès suivant :
- Vainqueur du championnat de Tunisie de football : 1969 et 1971
- Vainqueur de la coupe de Tunisie de football : 1971
- Finaliste de la coupe du Maghreb des clubs champions : 1970
- Matchs joués en championnat de 1966 à 1971 : 80 (2 buts)
- Matchs joués en coupe de Tunisie : 18
- Matchs joués en coupe du Maghreb des clubs champions : 2

### Carrière professionnelle et politique
Raouf Najar commence alors des études de droit. À partir de 1970, il travaille comme attaché de direction à la Banque centrale de Tunisie, devient avocat au barreau de Tunis en 1975 et plaide dans des procès politiques. En avril 1994, il est nommé président de la Fédération tunisienne de football, poste qu'il occupe jusqu'en 1996. Pendant son mandat, l'équipe de Tunisie est finaliste de la CAN 1996, mais perd face à l'Afrique du Sud, le pays organisateur. De retour à Tunis après cette compétition, l'entraîneur Henryk Kasperczak et Raouf Najar sont reçus à l'aéroport par le président Zine el-Abidine Ben Ali.
Le 22 janvier 1997, ce dernier le nomme ministre de la Jeunesse et de l'Enfance dans le gouvernement d'Hamed Karoui, en remplacement d'Abderrahim Zouari. Le 17 novembre 1999, il est reconduit en tant que ministre de la Jeunesse, de l'Enfance et des Sports dans le gouvernement de Mohamed Ghannouchi ; il reste en fonction jusqu'au 5 septembre 2002, lorsque Zouari reprend son poste.
Raouf Najar devient ensuite président de la Cour des comptes en 2001 avant d'être nommé ministre de l'Éducation et de la Formation,, le 25 août 2003, en remplacement de Moncer Rouissi. Il quitte le gouvernement le 17 août 2005 lorsque Sadok Korbi récupère ce portefeuille. Le 27 août 2005, par le décret no 2005-2360, il est nommé ambassadeur de Tunisie en France et remet ses lettres de créance le 30 septembre. Il est remplacé le 5 juillet 2012 par Adel Fekih.